# Retrato de mujer con hombre al fondo
Pour plus de détails, voir Fiche technique et Distribution.
Retrato de mujer con hombre al fondo est un film espagnol réalisé par Manane Rodríguez, sorti en 1997.

## Synopsis
Cristina est une avocate indépendante. Elle a un amant régulier, mais pas irremplaçable. Cependant, son attitude confiante commence à faiblir lorsqu'elle se retrouve attirée par un client dont elle doit s'occuper du divorce.

## Fiche technique
- Titre : Retrato de mujer con hombre al fondo
- Réalisation : Manane Rodríguez
- Scénario : Xavier Bermúdez, Antonio Larreta et Manane Rodríguez
- Musique : Jorge Drexler
- Photographie : Juan Carlos Gómez
- Montage : Martin Eller
- Production : Juan Pulgar et Rafael Álvarez
- Société de production : Aventura Producciones
- Pays :  Espagne
- Genre : Drame
- Durée : 96 minutes
- Dates de sortie : 
  -  Uruguay : 23 mars 1997 (Festival Internacional de Cine del Uruguay)

## Distribution
- Paulina Gálvez : Cristina de León
- Bruno Squarcia : Diego
- Myriam Mézières : Marisa
- Pedro Miguel Martínez : Joaquín
- Ginés García Millán : Andrés
- Margarita Musto : Merche
- Cristina Collado : Ana
- Begoña Hernando : Empleada
- Iván Corbacho : Carlos
- Rafael Aladro : Joaquín jr.
- Angélica Revert : Luz

## Distinctions
Le film a été nommé au Prix Goya du meilleur espoir féminin pour Paulina Gálvez.